# Большое Каринское
Большое Каринское — село в Александровском районе Владимирской области России, центр Каринского сельского поселения.

## География
Село расположено в 4 км к западу от Александрова на берегу речки Пичкура, близ автодороги Александров — Струнино.

## История

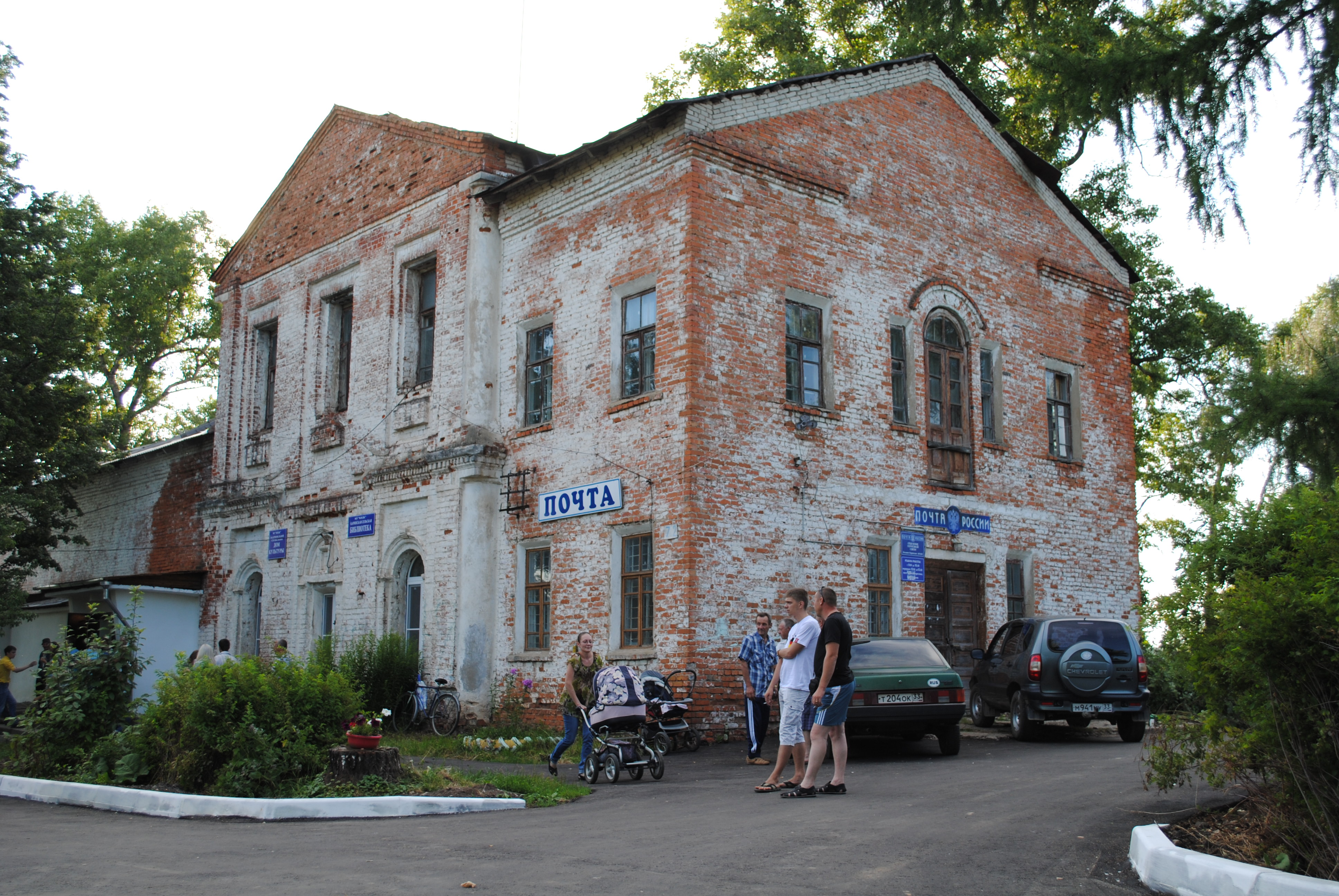
Церковь Усекновения главы Иоанна Предтечи

В 1492 году в селе Каринском были — двор митрополичий и 43 двора крестьянские.
В далеком прошлом Каринское входило в состав дворцовой волости, центром которой служила Александрова Слобода. Село упоминается в летописях во времена польско-литовского нашествия. Здесь войска князя М. В. Скопина-Шуйского сразились с войсками Сапеги. Битва на Каринском поле закончилась победой русских войск.
В XV—XVIII веках село входило в состав Переславского уезда Замосковного края Московского царства.
В XIX — начале XX века деревня входила в состав Александровской волости Александровского уезда. В 1859 году в деревне числилось 78 дворов, в 1905 году — 110 дворов.
С 1929 года деревня являлась центром Каринского сельсовета Александровского района, с 1941 года — в составе Струнинского района, с 1965 года — в составе Александровского района, с 2005 года — центр Каринского сельского поселения.
В годы Советской Власти в селе размещалась центральная усадьба совхоза «Колос».
До 2012 года в селе работала Каринская начальная общеобразовательная школа № 24.

## Население
| 1859 | 1905 | 1926 | 2002 | 2010 | 2021 |
| ---- | ---- | ---- | ---- | ---- | ---- |
| 470  | ↗683 | ↘508 | ↘421 | ↘404 | ↘315 |

## Инфраструктура
В селе имеются отделение почтовой связи, библиотека, фельдшерско-акушерский пункт, детский сад № 31.
В 2024 г. открыт культурно-административный центр 

## Русская православная церковь
В настоящее время в селе сохранилась Церковь Иоанна Предтечи (1817).

## Достопримечательности
15 августа 2003 года на Каринском поле прошёл первый межрегиональный историко-патриотический фестиваль «Отчизны верные сыны», посвященный разгрому польско-литовских интервентов в 1609 году. В июле 2003 года по проекту главного архитектора округа Александров А. В. Васенкова была разбита площадка для организации первого в России Мемориала на месте сражения с польско-литовскими интервентами в Смутное время начала 17 века. В 2006 году был установлен Поклонный Крест. 5 августа 2012 года прошёл 9-й фестиваль (в 2010 году в районе была высокая опасность возникновения пожаров, фестиваль отменила районная администрация, поэтому фестиваль прошёл 9 раз, а водная и пешеходная экспедиции по местам походов Скопина-Шуйского состоялись по 10 раз).

## Памятники
В 2011 году установлен памятник солдатам, погибшим в ВОВ 1941—1945 гг.